# Правдюк, Иван Гурьевич
Правдюк Иван Гурьевич — советский хозяйственный, государственный и политический деятель, Герой Социалистического Труда.

## Биография
Родился 18 августа 1918 г. в Винницкой области. В 1926 г. пошёл в сельскую школу, но окончил только 6 классов, так как был вынужден работать, помогая родителям по хозяйству. Позже поступил на курсы водителей. А в октябре 1938 г. был призван в армию для службы на Дальнем Востоке.
Участвовал в ходе боёв с японскими милитаристами. Был водителем, в сражении на Хасане подвозил снаряды. В апреле 1941 года был поощрён отпуском с выездом на родину.
Но уже в июне Правдюк вступил в Великую Отечественную войну. Из Винницы был отправлен в Казатин, а оттуда в Мценск, где был назначен заместителем командира взвода. Из Мценска был отправлен в Ржевск, где служил в 142-й бригаде разведроты бронемашин. С боями дошёл до Харькова. Затем в 1942 г. попал в окружение (Харьков—Славянск—Барвенково). Выходил из окружения через Новошахтинск, а затем Ростов. Из Ростова дошёл до Батайска, а затем — до Армавира, где получил ранение. Находился в госпитале на Кубани, оттуда попал во вновь сформировавшийся полк в Ставропольском крае. Был определён в пулемётную роту. В 1943 был отправлен в Челябинское военное училище, где прошёл обучение на механика-водителя. В звании сержанта был определён в Бессоновку, а затем в Гороховец где командовал учебным взводом. В 1944 г. — в 8-й миномётной бригаде на Белорусский фронт, с которой дошёл до Кёнигсберга. Из-за ранения полученного под Кёнигсбергом, Великую Отечественную войну Иван Гурьевич закончил в Восточной Пруссии, но его рота дошла до Берлина. Демобилизовался 8 мая 1945 г. в Кёнигсберге. Там же и работал после войны, вёл восстановительные работы, до 1950 г.
С 1953 года — шофёр Донецкого автотранспортного предприятия 04121 Министерства автомобильного транспорта Украинской ССР в городе Донецке.
Указом Президиума Верховного Совета СССР от 4 мая 1971 года присвоено звание Героя Социалистического Труда с вручением ордена Ленина и золотой медали «Серп и Молот».
Умер в 2015 году.